# 1979-es Dakar-rali
Az 1979-es Dakar-rali 1978. december 26-án rajtolt Párizsból, és 1979. január 14-én ért véget Dakar városában. Az első alkalommal megrendezett versenyen 90 motoros, és 80 autós egység vett részt.

## Útvonal
A versenyzők 10.000 km megtétele után érték el Dakar városát. Franciaország, Algéria Niger, Mali és Szenegál útjain haladt a mezőny.
| Szakasz | Dátum                       | Honnan          | Hová        | Össztáv (km) |
| ------- | --------------------------- | --------------- | ----------- | ------------ |
| 1       | december 26.                | Párizs          | Montlhéry   |              |
| 2       | december 27.                | Montlhéry       | Marseille   |              |
|         | december 28. – december 30. | Utazás Afrikába |             |              |
| 3       | december 31.                | Algír           | In Salah    | 960          |
| 4       | január 1.                   | In Salah        | Reggane     | 270          |
| 5       | január 2.                   | Reganne         | Tamanrasset |              |
| 6       | január 3.                   | Tamanrasset     | In Guezzam  | 373          |
| 7       | január 4.                   | Assamakka       | Arlit       | 230          |
| 8       | január 5.                   | Arlit           | Agadez      | 231          |
| 9       | január 6.                   | Agadez          | Niamey      | 920          |
| 10      | január 7.                   | Niamey          | Gao         | 448          |
|         | január 8.                   | Pihenőnap       |             |              |
| 11      | január 9.                   | Gao             | Mopti       | 600          |
| 12      | január 10.                  | Mopti           | Bamako      | 650          |
| 13      | január 11.                  | Bamako          | Nioro       | 417          |
| 14      | január 12.                  | Nioro           | Kayes       | 270          |
| 15      | január 13.                  | Kayes           | Bakel       | 69           |
| 16      | január 14.                  | Bakel           | Dakar       | 96           |

## Végeredmény
A versenyt összesen 24 motoros és 50 autós fejezte be.

### Motor
|    | Versenyző        | Motor  |
| -- | ---------------- | ------ |
| 1. | Cyril Neveu      | Yamaha |
| 2. | Gilles Comte     | Yamaha |
| 3. | Philippe Vassard | Honda  |

### Autó
|    | Versenyző                          | Motor   |
| -- | ---------------------------------- | ------- |
| 1. | Alain Genestier                    | Rover   |
| 2. | Claude Marreau                     | Renault |
| 3. | Cesare Giraudo - Antonio Cavalleri | Fiat    |